# Borniola profunda
Borniola profunda är en musselart som först beskrevs av Dell 1952.  Borniola profunda ingår i släktet Borniola och familjen Lasaeidae. Inga underarter finns listade i Catalogue of Life.